# Bardejov
Bardejov (alemão: Bartfeld ; húngaro: Bártfa ; polonês: Bardiów) é uma cidade da Eslováquia situada na região de Prešov, ao norte da Eslováquia, próxima à fronteira com a Polônia. 
É um centro administrativo mas também centro industrial, cultural e esportivo. Cidade de arquitetura artística e histórica, que possui várias especificidades culturais. Foi declarada "região urbana de conservação" em 1950. Em 1986 a UNESCO, situada em Hamburgo, a presenteou com a medalha de ouro pelo prêmio europeu de conservação e restauração.

## Origem do nome
A origem do nome Bardejov pode ser proveniente da palavra húngara bard (machado) e fa (árvore). Contudo, no Século XIII, a região não era habitada pelos húngaros e pode ser que o nome seja proveniente do prenome Bartolomeu, que em eslovaco se pronuncia Bartolomej.

## Demografia
| Ano:        | 1994   | 2004   | 2014   | 2024   |
| ----------- | ------ | ------ | ------ | ------ |
| Broj ljudi: | 32 800 | 33 400 | 33 060 | 29 788 |
| Razlika:    |        | +1,82% | -1,01% | -9,89% |

| Ano:               | 2023   | 2024   |
| ------------------ | ------ | ------ |
| Número de pessoas: | 29 964 | 29 788 |
| Diferença:         |        | -0,58% |

## Geografia
A cidade é dividida em seis bairros:
- Bardejov
- Bardejovská Nová Ves
- Bardejovská Zábava
- Bardejovské Kúpele
- Dlhá Lúka (anexado em 1971)
- Mihaľov

## História
A cidade foi fundada no Século XIV, mas as primeiras menções escritas da cidade datam do Século XIII. O apogeu de seu desenvolvimento econômico chegou no Século XV graças, notadamente, á fabricação de tecidos.
A cidade e seus arredores dispunha de moinhos, cervejaria, olaria, prefeitura e foi um centro de comércio e artes.

## Monumento
Dentre os monumentos que não podem deixar de ser visitados, podemos ver a igreja gótica de Santo Egídio do Século XIV, A Prefeitura velha de 1511, as casas góticas burguesas, a igreja dos franciscanos, a igreja greco-católica, as fortificações municipais, o conjunto de termas antigas judias, a sinagoga, os edifícios industriais e agrícolas e as próprias casas da população em geral.

## Cidades irmãs
Bardejov é geminada com as seguintes cidades:
| América - Ashtabula - Estados Unidos | Europa - Mogilev - Bielorrússia - Calais - França - Sremski Karlovci - Sérvia - Molde - Noruega - Slovenj Gradec - Eslovênia - Kaštela - Croácia - Mikulov, Přerov, Česká Lípa - República Checa - Tiachiv - Ucrânia - Montemarciano - Itália - Gorlice, Zamość, Krynica, Jasło, Muszyna - Polônia |  |